# Epidendrum scharfii
Epidendrum scharfii är en orkidéart som beskrevs av Eric Hágsater och Dodson. Epidendrum scharfii ingår i släktet Epidendrum och familjen orkidéer. Inga underarter finns listade i Catalogue of Life.